# Takk...
Takk... è il quarto album in studio del gruppo musicale islandese Sigur Rós, pubblicato il 12 settembre 2005.
Il singolo Hoppipolla arrivò alla posizione 35 nel Regno Unito mentre l'album giunse alla posizione 16.

## Descrizione
Diversamente dall'album precedente, i testi delle canzoni sono prevalentemente in lingua islandese, intervallati da alcuni momenti cantati in vonlenska. Le canzoni Sé lest, Mílanó, Gong e Andvari sono cantate interamente in questa lingua immaginaria. La canzone Mílanó inoltre venne scritta assieme al quartetto Amiina.
I vinili sono composti da una copertina pieghevole contenente due dischi da 12 pollici e al loro interno vi è un inserto che contiene un 10 pollici con un disegno inciso su un lato. I Sigur Rós pubblicarono successivamente i videoclip per Glósóli, Hoppípolla e Sæglópur.
La BBC usa frequentemente canzoni tratte da Takk... nei suoi programmi: Hoppipolla ad esempio è stata utilizzata come musica in sottofondo nei trailer della serie televisiva Planet Earth e nei crediti finali del Match of the Day quando mandò in onda le finali dell'FA Cup. Sæglópur fu utilizzata per la campagna pubblicataria del Torneo di Wimbledon 2006, oltre ad essere stata inserita nel trailer televisivo del gioco della Ubisoft Prince of Persia.
Il gruppo islandese ha ricevuto tre premi per Takk... all'Islandic Music Awards: Best Album Design (assieme a Ísak Winther, Alex Somers e Lukka Sigurðardóttir), Best Alternative Act e Best Rock Album.

## Tracce
1. Takk... – 1:57
2. Glósóli – 6:16
3. Hoppípolla – 4:28
4. Með blóðnasir – 2:17
5. Sé lest – 8:40
6. Sæglópur – 7:38
7. Mílanó – 10:25
8. Gong – 5:33
9. Andvari – 6:40
10. Svo hljótt – 7:24
11. Heysátan – 4:09

## Formazione
- Jón Þór Birgisson – voce, chitarra
- Georg Hólm – basso
- Kjartan Sveinsson – tastiera
- Orri Páll Dýrason – batteria

## Classifiche
| Classifica (2005) | Posizione massima |
| ----------------- | ----------------- |
| Australia         | 19                |
| Austria           | 35                |
| Belgio (Fiandre)  | 8                 |
| Belgio (Vallonia) | 17                |
| Danimarca         | 16                |
| Finlandia         | 8                 |
| Francia           | 30                |
| Germania          | 27                |
| Irlanda           | 6                 |
| Italia            | 4                 |
| Norvegia          | 4                 |
| Paesi Bassi       | 44                |
| Portogallo        | 5                 |
| Regno Unito       | 16                |
| Spagna            | 58                |
| Svezia            | 12                |
| Svizzera          | 31                |